# 3-S-Zentrale
3-S-Zentralen sind Teil des sogenannten 3-S-Konzeptes der Deutschen Bahn. Die 3-S stehen für Service, Sicherheit und Sauberkeit auf den Verkehrsstationen der DB InfraGO AG Geschäftsbereich Personenbahnhöfe, ehemals DB Station&Service AG.
26 3-S-Zentralen im gesamten Bundesgebiet sollen für das Wohl der Kunden innerhalb von Bahnhöfen und Haltepunkten sorgen. Die meisten 3-S-Zentralen sind täglich 24 Stunden erreichbar, auch an Wochenenden und an Feiertagen.
Informationen zu Zügen und deren Verspätung, vor allem bei Privatbahnen, können nicht gegeben werden.

## Aufgaben
Zu den Aufgaben zählen unter anderem:
- Koordinierung des Service-Personals: DB Information, Bahnsteigservice, ggf. auch Durchsagen
- Koordinierung des Sicherheitspersonals: DB Sicherheit GmbH (ehemals BSG)
- Koordinierung des Reinigungspersonals: DB Services – Gebäudedienste (ehemals BRG)
- Notfallmeldestelle für den Unternehmensbereich Personenbahnhöfe
- Vertretung des Bahnhofsmanagers außerhalb der Bürozeiten
- Organisation kurzfristiger Umsteigehilfen für mobilitätseingeschränkte Personen  – Vorbestellung jedoch nur über die Mobilitäts-Service-Zentrale.
- Nachforschung für verlorene Gegenstände, jedoch nur soweit der Zug noch unterwegs ist bzw. anzunehmen ist, dass sich die Verluststücke noch im Zug oder im Bahnhofsbereich befinden. Ansonsten nimmt die Fundhotline Nachforschungsaufträge entgegen.
- Meldung technischer Mängel an den Instandhalter.[2]
- Alle 3-S-Zentralen verfügen über identische Management-, Video- und Kommunikationssysteme, verwenden die gleiche Hard- und Software und sind miteinander vernetzt.[3]

## Liste aller 3-S-Zentralen
In Deutschland gibt es insgesamt 26 3-S-Zentralen:
- Berlin Ostbahnhof
- Bremen Hbf
- Dortmund Hbf
- Dresden-Neustadt
- Duisburg Hbf
- Düsseldorf Hbf
- Erfurt Hbf
- Essen Hbf
- Frankfurt (Main) Hbf
- Freiburg (Breisgau) Hbf
- Hamburg Hbf
- Hannover Hbf
- Kassel Wilhelmshöhe
- Schleswig-Holstein
- Köln Hbf
- Leipzig Hbf
- Magdeburg Hbf
- Mainz Hbf
- Mannheim Hbf
- München Hbf
- Nürnberg Hbf
- Potsdam Hbf
- Rostock Hbf
- Saarbrücken Hbf
- Stuttgart Hbf
- Nordfranken

## Geschichte
Am 1. April 1994 startete das erste Pilotprojekt einer 3-S-Zentrale am Mainzer Hauptbahnhof. Nachdem sich das Konzept bewährte, wurde das System ab dem 1. Januar 1996 bundesweit eingesetzt. Am 1. Juni desselben Jahres wurde die erste technische 3-S-Zentrale in Frankfurt am Main eingerichtet. Am 28. Februar 2003 wurde im Hauptbahnhof Aachen der Prototyp einer Verkehrszentrale, als Weiterentwicklung der 3-S-Zentrale, für die Region Aachen mit 23 angeschlossenen Bahnhöfen in Betrieb genommen. Zwischen 2012 und 2017 wurden die 3-S-Zentralen technisch erneuert und miteinander vernetzt. Im zeitlichen Zusammenhang damit verringerte sich auch die Zahl der 3-S-Zentralen: Während es 2009 noch 60 Zentralen gab, waren es im Herbst 2010 42 Zentralen, 2018 29 und 2019 nur noch 28.